# 베레모벌레속
베레모벌레속(Centropyxis)은 유각변형충목에 속하는 아메바류 속의 하나이다. 뿔베레모벌레(Centropyxis aculeata) 등을 포함하고 있다.

## 하위 종
- 뿔베레모벌레 (Centropyxis aculeata)
- 꼬마베레모벌레 (Centropyxis aerophila)
- Centropyxis constricta
- 베레모벌레 (Centropyxis ecornis)
- Centropyxis minuta
- 납작입베레모벌레 (Centropyxis platystoma)